# Dákové

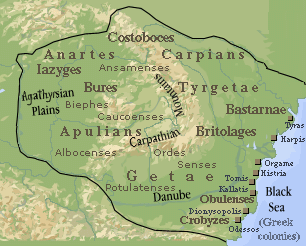
Dácie v roce 82 př. n. l.

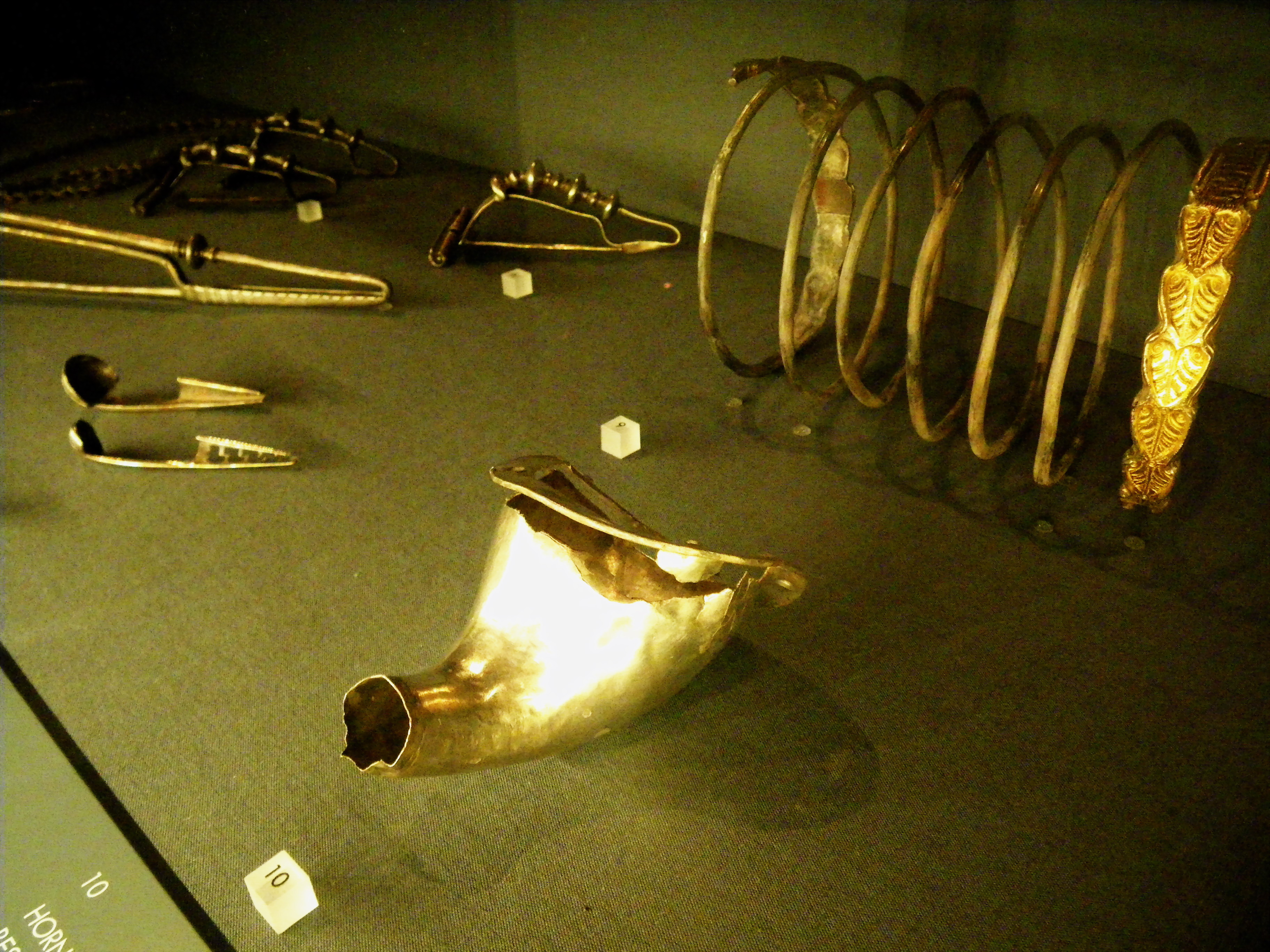
Dácké šperky

Dákové (rumunsky Daci) byli původní obyvatelé karpatského oblouku, blízce příbuzní Thráků a Ilyrů.
Roku 106 n. l. dobyli říši Dáků Římané. Dákové se postupně pořímštili a zmizeli stejně důkladně jako Keltové z Čech. Zůstalo po nich jen několik málo památek a na rozdíl od českých Keltů nemají žádné žijící příbuzné národy, podle kterých bychom si mohli dotvářet obraz o jejich životě, zvycích a kultuře.
V dnešní rumunštině se zachovala slova, která mají zřejmě dácký původ – není jich však mnoho, řádově desítky, původní význam není vždy zřejmý. Patří k nim i slova jako brynza, bača, vatra, která se v 16. století dostala z rumunštiny do slovenštiny a do valašského nářečí češtiny.
Dákové žili v horách, kde stavěli svá hradiště. Největší centrum bylo v Oraštijských horách v Sarmizegetuse v dnešním Rumunsku. Zachovalé zbytky několika hradišť a zajímavé kultovní obřadní místo. Římané založili konkurenční město se stejným názvem, římská Sarmisegetusa se však nachází trochu jinde – v průsmyku mezi městy Simeria a Caransebeš, zatímco dácká Sarmisegetusa je několik kilometrů horským údolím z města Orăștie směr Gradištea.
Nejvíce informací poskytuje známý Trajánův sloup v Římě, na němž jsou různé výjevy ze života Dáků, jejich vzhled a oblečení.

## Etymologie
Původně se podle Strabóna označení Dákové (dáoi Δάοι) vztahovalo pouze na jeden z thráckých kmenů v severozápadní Dácii. Později se objevovalo především v balkánském vnitrozemí a Dalmácii. Dákům blízcí Getové obývali břehy Černého moře až k Dněstru. Jméno Dákové se prosazovalo především od dob vlády Burebisty a Decebala, kdy byla Dácie politicky a vojensky na vrcholu.
Už Hésychios z Alexandrie jejich jméno spojoval s frýžským dáos „vlk“. Německý lingvista Paul Kretschmer toto slovo odvozoval od indoevropského kořene *dháu „tlačit, tisknout, škrtit“. Ze stejného kořene je odvozeno jméno lýdského krále Kandaula (je po něm pojmenovaná jistá sexuální aberace), thráckého boha války Kandaóna nebo ilyrské slovo dhaunos „vlk“. Podle Mircey Eliadeho získali Dákové své jméno podle vlčího válečnického bratrstva a to buď převzetím od skupiny mladých bojovníků, kteří se vyznamenali obzvláštním hrdinstvím, nebo přešlo na porobené obyvatelstvo od vítězných přistěhovalců. Tento způsob pojmenování indoevropských kmenů není ojedinělý. Rumunský akademik Constantin Daicoviciu se domnívá, že jméno Dáků je odvozeno od indoevropského slova daka, což znamená „nůž, dýka“. Pak by Dákové byly pojmenováni dle své charakteristické zbraně.